# محمد هشام المغربي
محمد هشام المغربي. شاعر وروائي. ولد في 20 تشرين الثاني 1982م في الكويت. حاصل على إجازة في اللغة العربية وآدابها من جامعة الكويت كلية الآداب 2004-2005. عضو «رابطة الأدباء في الكويت». عمل في القسم الثقافي في جريدة القبس الكويتية ومعلما لمادة اللغة العربية للمرحلة الثانوية في وزارة التربية في الكويت (2006-2008). يعمل حاليا في المجلس الوطني للثقافة والفنون والآداب.
حصل ديوانه «هو المطر» على جائزة الدولة للعام 2008. وحصل على جائزة بلند الحيدري للشعراء العرب في مهرجان أصيلة الثقافي- المغرب 2011.

## الإصدارات
1. على العتبات الأخيرة، ديوان شعر، طبعة خاصة، الكويت 2001.
2. أخبئ وجهكِ فيّ وأغفو، ديوان شعر، المؤسسة العربية للدراسات والنشر، بيروت 2004.
3. خارج من سيرة الموت، قصيدة طويلة، المؤسسة العربية للدراسات والنشر، بيروت 2005.
4. هو المطر، قصيدة طويلة، دار الفارابي، بيروت 2007.
5. ساق العرش، رواية، المؤسسة العربية للدراسات والنشر، بيروت 2007.
6. من سيرة البلبل الغريب، مختارات شعرية، المجلس الوطني للثقافة والفنون والآداب، الكويت 2014.
7. جرحين أورقنا معا، ديوان شعر، مسارات للتوزيع والنشر، الكويت 2016 .
8. أخذته الصيحة، ديوان شعر، دار الفراشة، الكويت 2017.